# Cheval de Miquelon
Vous lisez un « bon article » labellisé en 2018.
Le cheval de Miquelon est une race de chevaux en cours de caractérisation, établie sur l'archipel de Saint-Pierre-et-Miquelon (France), près de la côte Est de l'Amérique du Nord. De même origine que le poney de Terre-Neuve, elle descend vraisemblablement de chevaux français importés, influencés ensuite par le Clydesdale, le Quarter Horse et l'Appaloosa. La race ne fait l'objet d'études que depuis 2007. Proche du cheval canadien dont il diffère par une taille plus réduite, le cheval de Miquelon vit en semi-liberté à l'extérieur pendant la saison chaude, et sert surtout de monture de randonnée. 
L'effectif, très modeste, est de 168 chevaux en 2007.

## Histoire

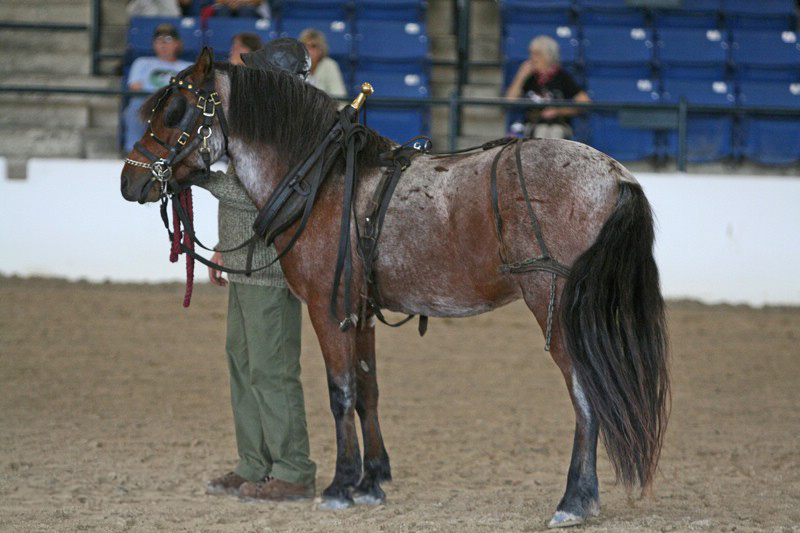
Poney canadien, proche du cheval de Miquelon.

Le cheval de Miquelon descend probablement d'animaux français, notamment normands et bretons, puis a reçu diverses influences, principalement celles du Clydesdale, du Quarter Horse, de l'Appaloosa et, dans une moindre mesure, du poney Shetland,. Plusieurs études de caractérisation génétique montrent une proximité entre les races de chevaux nordiques, les poneys canadiens, le cheval de l'île de Sable, et celui de Miquelon,. Le poney de Terre-Neuve et les chevaux de Miquelon partagent sans doute un ancêtre commun, tandis que le poney de l'île de Sable est vraisemblablement d'origine plus ancienne. 
En 1776, un recensement à Miquelon dénombre 73 chevaux. De 1829 à 1834, l'effectif progresse de 28 à 54 têtes ; 72 chevaux étant dénombrés en 1837. En 1948, des chevaux sont toujours signalés en nombre restreint sur l'archipel, où ils sont mis au travail agricole. À la fin des années 1960, une centaine de chevaux semi-sauvages y sont mentionnés. Une étude de botanique publiée en 1965 signale que « Le buttereau fixé sur la végétation s'est implanté et sert de pâturage aux chevaux en liberté [à Miquelon] ».
Le 15 novembre 1983, l'association loi de 1901 Groupement pour la Promotion du Cheval de Miquelon (GPCM) est créée, initialement en tant que groupement de propriétaires de chevaux, étendant peu à peu ses activités à l'amélioration et au commerce de la race locale. En 1998, une première écurie est montée par le GPCM.
Le nombre de chevaux présents sur l'archipel de Saint-Pierre-et-Miquelon a baissé entre les années 2000 et 2007, passant de 200 à 168. La présence de ces animaux n'est étudiée que depuis 2007, dans le cadre d'un diagnostic relatif au tourisme, aux relations culturelles, aux communications, au sport et à l'utilisation de l'énergie. En 2008, une étude est publiée par les Haras nationaux français pour caractériser la filière cheval. Le cheval de Miquelon, en cours de caractérisation, est le type prédominant présent sur cet archipel. L'identification du cheptel était en cours en 2008. La préservation et la reconnaissance du cheval de Miquelon figurent parmi les objectifs futurs. En 2015, une association nommée cheval Harmony a inscrit la promotion du cheval de Miquelon parmi ses objectifs.

## Description
Le cheval de Miquelon est proche du cheval canadien, mais plus petit de taille. Il toise environ 1,40 m, pour un poids moyen de 450 kg,. Le standard de la race est emprunté à celui du cheval canadien, ces chevaux sont en cours de recensement. Les sujets testés appartiennent aux haplogroupes B1 (partagé avec les races Clydesdale, Standardbred et Caspien), D2 (partagé par le poney de Terre-Neuve et le poney indien du Lac La Croix) et D3 (à 9 %). 
L'état sanitaire du cheptel îlien est considéré comme satisfaisant. Les chevaux de Miquelon vivent ordinairement à l'écurie de novembre jusqu'à l'arrivée du printemps, puis en extérieur le reste de l'année. 
Deux associations s'occupent de la caractérisation et de la préservation de la race, le GPCM et les Propriétaires Éleveurs Gardiens de l'Ancestrale Sélection des Équidés (PEGASE), toutes deux domiciliées à Miquelon. L'association PEGASE a dans ses objectifs d'éviter la consanguinité et les croisements avec des chevaux d'autres origines, mais aussi de sélectionner une race Pinto, hybridée avec le cheval de Miquelon pour gagner en rusticité.

## Utilisations

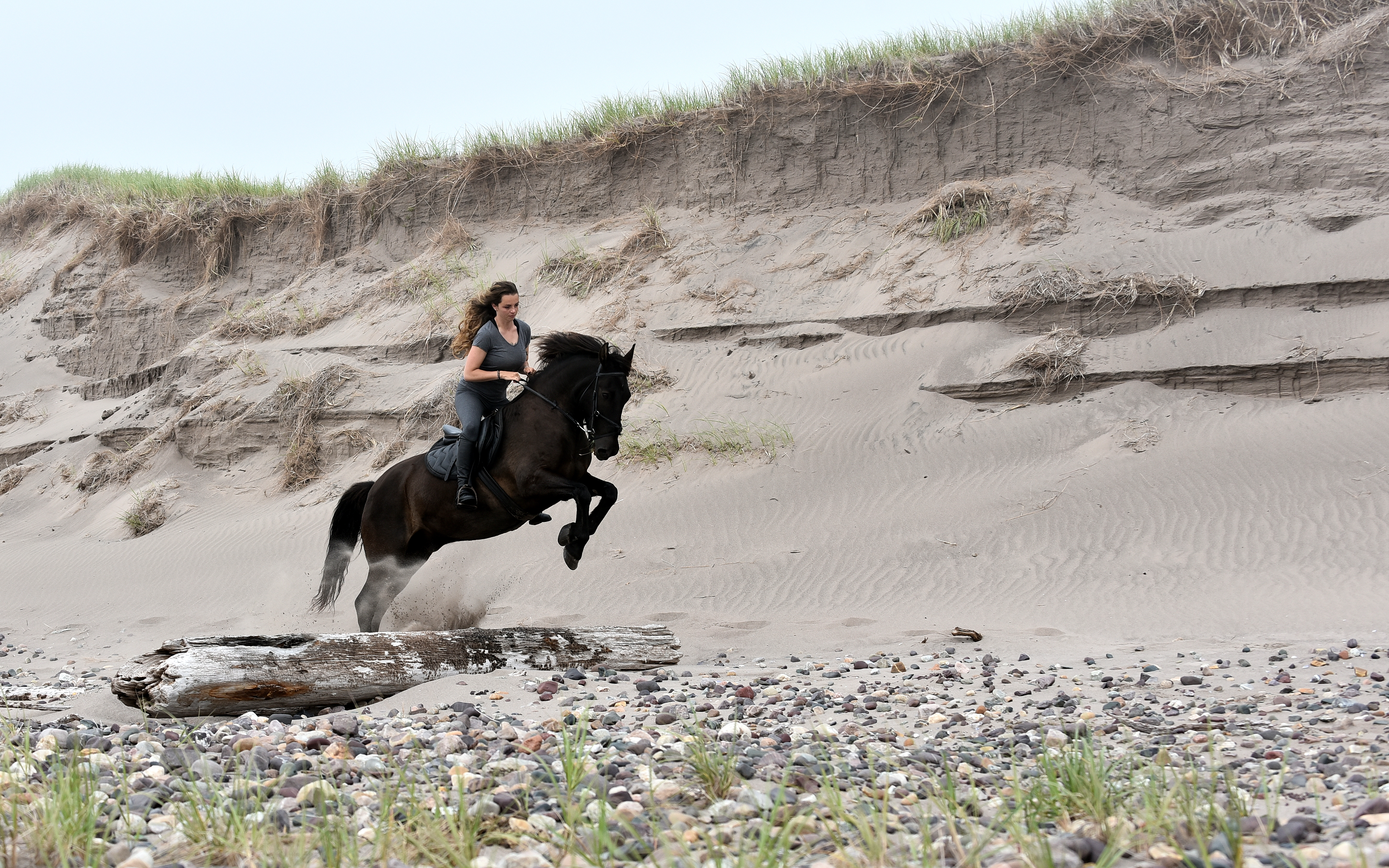
Équitation dans les buttereaux de l'isthme de Miquelon-Langlade.

Les chevaux de Miquelon sont élevés à diverses fins. La principale est la monte pour la randonnée, que ce soit individuellement ou via des associations, y compris de façon limitée pour le tourisme équestre avec des systèmes de location de chevaux. 10 à 15 poulains sont abattus et consommés sur place pour leur viande chaque année, sans commercialisation. Ces chevaux sont aussi mis à la traction agricole et au débardage, et montés par des enfants durant des camps de vacance estivaux.
Une course de chevaux traditionnelle a lieu chaque année. L'observation des chevaux en liberté revêt enfin un intérêt touristique.

## Diffusion de l'élevage

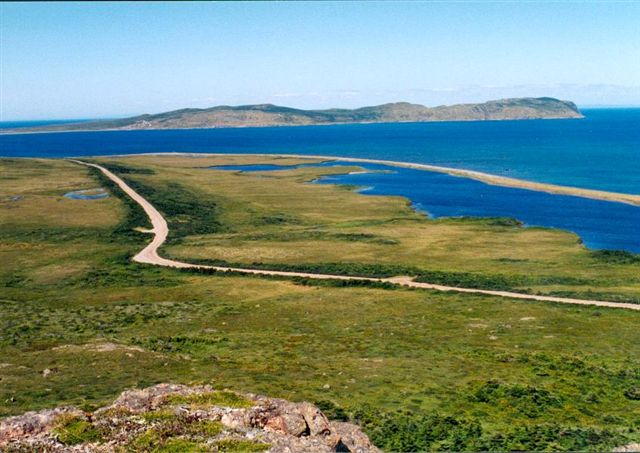
Terrains pâturables sur l'île de Miquelon.

La 1re rapporte que le nombre de chevaux sur l'île de Miquelon est largement supérieur à celui des habitants.
Cette population équine n'est propre qu'à Saint-Pierre-et-Miquelon. L'effectif total recensé sur l'archipel est de 168 chevaux et poneys en 2007,. Rapporté à la population humaine (6 125 habitants), cela représente un ratio de 27 équidés pour 1 000 habitants, soit une présence du cheval deux fois supérieure à celle de la France métropolitaine.
Ces animaux vivent en liberté et appartiennent essentiellement à des propriétaires privés, une petite partie étant la propriété de l'association GPCM. L'urbanisation croissante entraîne des difficultés à trouver des terrains de pâture pour les propriétaires, ainsi que des risques de surpâturage. Les animaux sont généralement emmenés par bateau sur Miquelon, où les terrains de pâture sont plus nombreux, durant la saison estivale. Langlade dispose ainsi de nombreux terrains. La plupart des habitants de l'archipel adhèrent à l'idée de préserver la race, malgré l'existence de petits conflits relatifs aux dégradations commises par ces chevaux.
En mai 2024, un reportage au sujet de ces chevaux est diffusé sur la chaîne télévisée locale.

### Note
1. ↑  La France métropolitaine compte 900 000 équidés y compris secteur viande, pour 63,5 millions d’habitants, soit 14 équidés pour 1000 habitants.